# Martin Suchomel
Martin Suchomel (Praga, 11 settembre 2002) è un calciatore ceco, difensore dello Sparta Praga.

## Carriera

### Club
Suchomel è cresciuto nel settore giovanile dello Sparta Praga, dove ha debuttato il 9 febbraio 2022 nell'incontro di Pohár FAČR vinto 2-0 contro lo Slavia Praga. Utilizzato principalmente con la squadra B, il 23 gennaio 2023 è stato ceduto in prestito per diciotto mesi allo Mladá Boleslav, dove ha giocato con frequenza trovando anche la prima rete in carriera il 6 dicembre contro il Viktoria Plzeň.

### Nazionale
Ha giocato con le nazionali giovanili ceche Under-17, Under-18, Under-20 ed Under-21.

## Statistiche

### Presenze e reti nei club
Statistiche aggiornate al 26 novembre 2024.
| Stagione              | Squadra               | Campionato            | Campionato | Campionato | Coppe nazionali | Coppe nazionali | Coppe nazionali | Coppe continentali | Coppe continentali | Coppe continentali | Altre coppe | Altre coppe | Altre coppe | Totale | Totale | Totale |
| Stagione              | Squadra               | Comp                  | Pres       | Reti       | Comp            | Pres            | Reti            | Comp               | Pres               | Reti               | Comp        | Pres        | Reti        | Pres   | Reti   |        |
| --------------------- | --------------------- | --------------------- | ---------- | ---------- | --------------- | --------------- | --------------- | ------------------ | ------------------ | ------------------ | ----------- | ----------- | ----------- | ------ | ------ | ------ |
| 2021-2022             | Sparta Praga B        | FNL                   | 16         | 1          | -               | -               | -               | -                  | -                  | -                  | -           | -           | -           | 16     | 1      |        |
| 2022-gen. 2023        | Sparta Praga B        | FNL                   | 11         | 0          | -               | -               | -               | -                  | -                  | -                  | -           | -           | -           | 11     | 0      |        |
| Totale Sparta Praga B | Totale Sparta Praga B | Totale Sparta Praga B | 27         | 1          |                 | -               | -               |                    | -                  | -                  |             | -           | -           | 27     | 1      |        |
| 2021-2022             | Sparta Praga          | 1L                    | 3          | 0          | CRC             | 2               | 0               | UECL               | 1                  | 0                  | -           | -           | -           | 6      | 0      |        |
| gen.-giu. 2023        | Mladá Boleslav        | 1L                    | 13         | 0          | CRC             | 0               | 0               | -                  | -                  | -                  | -           | -           | -           | 13     | 0      |        |
| 2023-2024             | Mladá Boleslav        | 1L                    | 21         | 2          | CRC             | 2               | 0               | -                  | -                  | -                  | -           | -           | -           | 23     | 2      |        |
| Totale Mladá Boleslav | Totale Mladá Boleslav | Totale Mladá Boleslav | 34         | 0          |                 | 2               | 0               |                    | -                  | -                  |             | -           | -           | 36     | 0      |        |
| 2024-2025             | Sparta Praga          | 1L                    | 8          | 0          | CRC             | 1               | 0               | UCL                | 2                  | 0                  | -           | -           | -           | 11     | 0      |        |
| Totale Sparta Praga   | Totale Sparta Praga   | Totale Sparta Praga   | 11         | 0          |                 | 3               | 0               |                    | 3                  | 0                  |             | -           | -           | 17     | 0      |        |
| Totale carriera       | Totale carriera       | Totale carriera       | 72         | 3          |                 | 5               | 0               |                    | 3                  | 0                  |             | -           | -           | 80     | 3      |        |